# مقام بلال بن رباح (الأردن)
مقام الصحابي بلال بن رباح، يقع في «قرية بلال» في منطقة وادي السير، إحدى ضواحي عمّان في الأردن، وهو عبارة عن بناء حديث في داخلة ضريح ينسب إلى مؤذن الرسول صلى الله علية وسلم بلال بن رباح. وتذكر كتب التاريخ أنّ وفاة بلال كانت في دمشق، وعليه فيُعتبر هذا «مقامًا» وليس «ضريحًا» وأنّه لم يُدفن فيه.

## معرض الصور

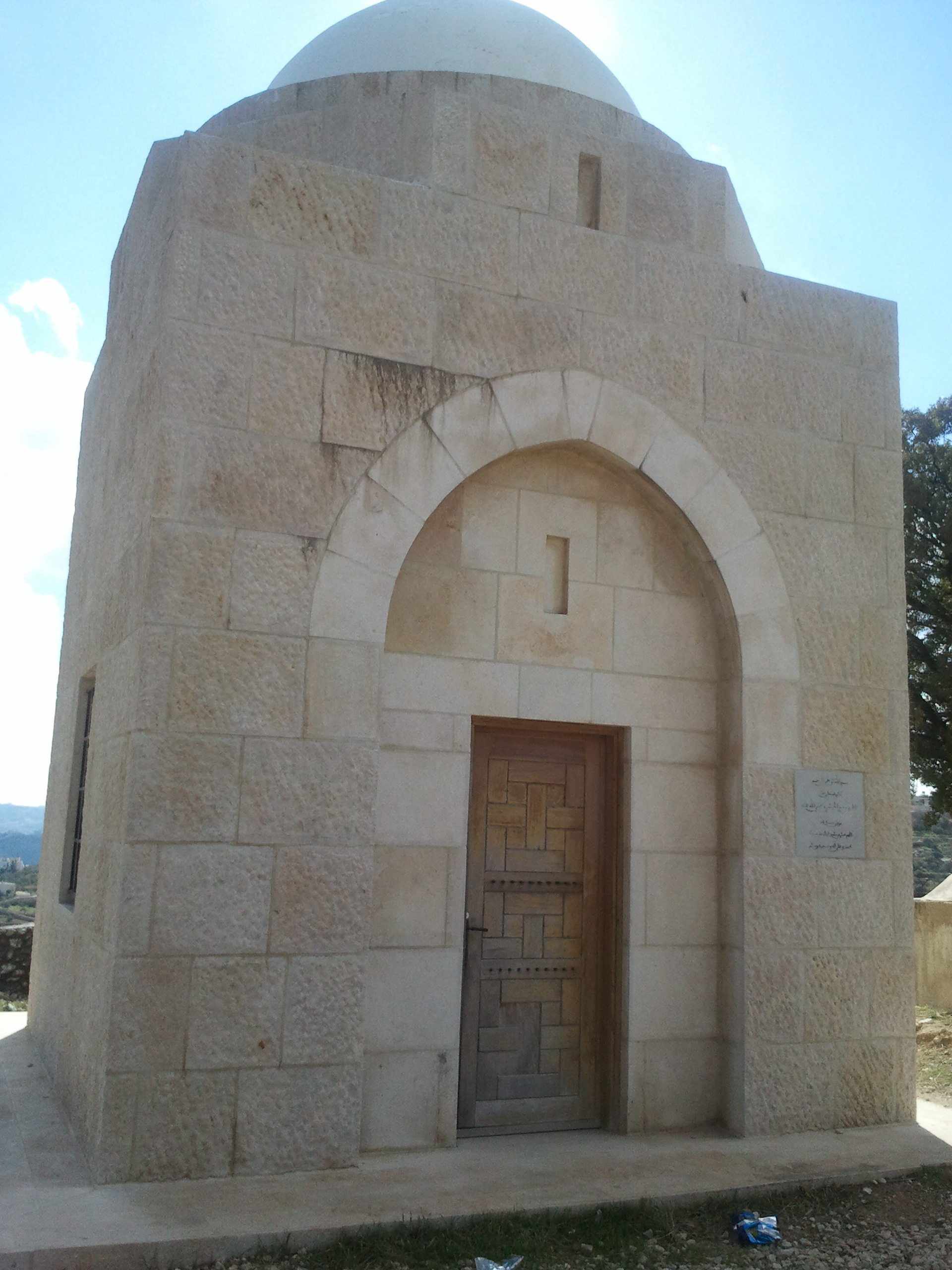
مقام الصحابي بلال بن رباح في الأردن كما يبدو من الخارج
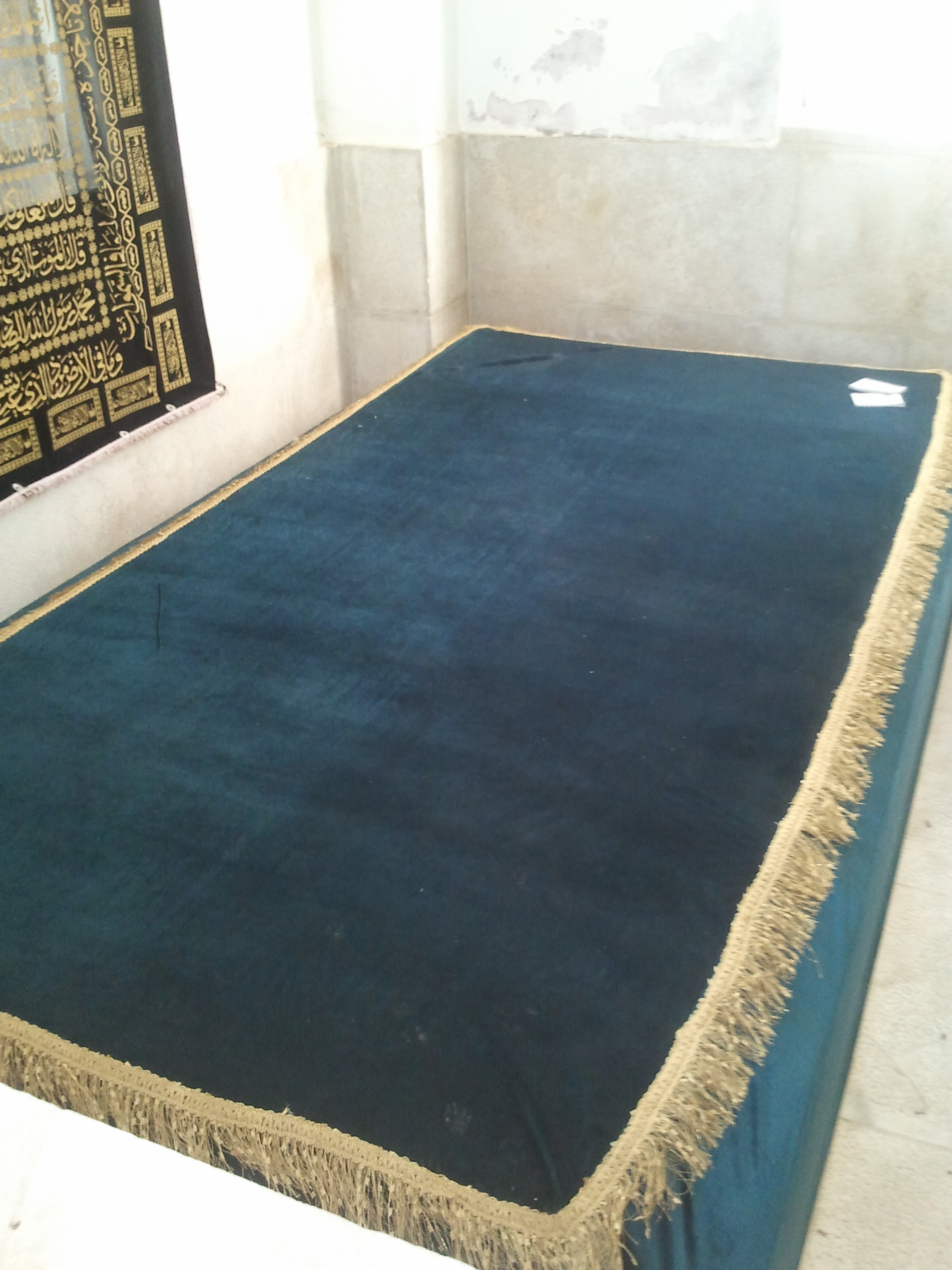
مقام الصحابي بلال بن رباح في الأردن كما يبدو من الداخل

## طالع أيضًا
- بلال بن رباح
- مقام الشيخ بلال بن رباح (نابلس)
- ضريح بلال بن رباح (سوريا)
- مسجد بلال بن رباح (فلسطين)